# لی چو هی
این یک نام کره‌ای است؛ نام خانوادگی لی است.
لی چو هی (کره‌ای: 이초희؛ زادهٔ ۴ اکتبر ۱۹۸۹) بازیگر اهل کره جنوبی است. او در مجموعه‌های تلویزیونی تو کیستی: مدرسه ۲۰۱۵، شش اژدهای پرنده و یکبار دیگر ایفای نقش کرده‌است.